# Куйбышево (Ростовская область)
Ку́йбышево (до 1937 года — Голодаевка) — село в Ростовской области. Административный центр Куйбышевского района и Куйбышевского сельского поселения.

## География
Село расположено на левом берегу Миуса, на месте впадения его левого притока, речки Дедова, и чуть выше по течению от места впадения правого притока Миуса — речки Ольховчик.
К северо-западу от села расположен пограничный переход на границе с Украиной Куйбышево-Мариновка.

## История
Слобода Мартыновка, она же Голодаевка, была основана полковником Дмитрием Мартыновичем Мартыновым в 1777 году в урочище Голодаевке, от чего и получила своё название. Название урочища по легенде происходит от имени казацкого атамана Фомы Голодного.
В 1785—1787 годах на средства Д. М. Мартынова была построена деревянная церковь во имя Николая Чудотворца.
В апреле 1820 года в Мартыновке происходило крупнейшее в XIX веке восстание крепостных крестьян («Мартыновский бунт», около 30 тысяч участников — второе восстание по установленной численности после Пугачёвского), пожелавших получить от царя Александра I освобождение вслед за крестьянами прибалтийских губерний (которых царь освободил в 1816—1819 годах).
Центром движения явилась Мартыновка, куда стягивались все силы повстанцев и где был создан руководящий орган под названием «общественной канцелярии». Здесь находилось «главное и дерзновеннейшее скопище ослушников, мечтающих о вольности», сюда "стекались жители прочих слобод в большом числе, бывшие возбуждаемы к своеволию через разосланных от Мартыновки поверенных.
В июле 1820 года бунт подавлен генерал-адъютантом царя Чернышёвым (получившим за это от царя военный орден Святого Александра Невского). Правительственные войска арестовали в Мартыновке-Голодаевке и её окрестностях до 4 тысяч крестьян.
В 1860 году на средства прихожан в селе был построен новый каменный храм взамен обветшавшего деревянного.
В 1891 году в селе была открыта школа. В 1895 году — училище для подготовки учителей.
В конце XIX века в селе работали две мельницы — Г. В. Аронникова (производительностью 47 тысяч пудов в год) и немца К. Печке (120 тысяч пудов в год).
Затронули село и революционные выступления 1905 года.
24 декабря 1919 года 9-я стрелковая дивизия 8-й армии Южного фронта красных под командованием Николая Владимировича Куйбышева выбила из Голодаевки части Русской армии.
Голодаевский район был образован в 1923 года из Голодаевской волости и входил в состав Таганрогского округа Донецкой губернии УССР. В 1924 году Голодаевский район и Таганрогский округ вошли в состав Юго-Восточной области РСФСР.
По данным переписи 1926 года по Северо-Кавказскому краю, в селе числилось 1217 хозяйств и 5536 жителей (2677 мужчин и 2859 женщин), из которых 5130 — украинцы.
27 марта 1937 года селу присвоено название Куйбышево — ради увековечения памяти ещё живого в то время «освободителя Голодаевки от деникинцев» Н. В. Куйбышева (который доводился младшим братом скончавшемуся в том же месяце советскому деятелю В. В. Куйбышеву).
Несмотря на то, что Куйбышев-младший тремя годами позже был расстрелян за «участие в военно-фашистском заговоре и шпионаж в пользу немецкой, польской, японской и литовской разведок», название села сохранилось (вероятно, из-за путаницы между двумя братьями).
В 1938 году была разрушена Никольская церковь. В 1991 году в селе построен новый молитвенный дом. С 2003 года началось строительство новой Никольской церкви, освящённой в декабре 2014 года. При храме открыта воскресная школа.

## Население
| 1959 | 1979  | 1989  | 2002  | 2010  |
| ---- | ----- | ----- | ----- | ----- |
| 4188 | ↗4452 | ↗5530 | ↗5799 | ↗6145 |

### Известные жители
- Гречко Андрей Антонович — советский военачальник, государственный и партийный деятель, Маршал Советского Союза, дважды Герой Советского Союза, Герой ЧССР, министр обороны СССР. Его память увековечена бронзовым бюстом.
- Цыганок Василий Иванович - Герой Социалистического Труда ( 21.5.1952 г.), участник Великой Отечественной войны 1941-1945 гг., боец 230-го конвойного полка НКВД.
- Литюк Николай Петрович — российский военачальник, генерал-полковник внутренней службы.
- Пахарькова Любовь Яковлевна — заслуженный мастер спорта СССР по альпинизму, участник атомного проекта СССР.

## Топографические карты
- Лист карты L-37-6 Куйбышево. Масштаб: 1 : 100 000. Состояние местности на 1989 год. Издание 1993 г.

## Достопримечательности
- Памятник природы местного значения «Куйбышевский лес»[15].
- Церковь Николая Чудотворца, вновь построенная в 2014 году.